# Boyd Holbrook
Robert Boyd Holbrook (Prestonsburg, Kentucky, 1981. szeptember 1. –) amerikai színész és divatmodell. 
Olyan filmekben szerepelt, mint a Milk, A harag tüze, az Éjszakai hajsza, a Sírok között és a Holtodiglan.
Steve Murphy DEA-ügynökként főszerepet játszott a Narcos című sorozatban.

## Élete és pályafutása
A Kentucky állambeli Prestonsburgben született, Ellen és Don Holbrook fiaként.

## Magánélete
Elizabeth Olsen színésznővel járt. 2014 márciusában jegyezték el egymást, de 2015 januárjában felbontották az eljegyzésüket. Később feleségül vette a dán Tatiana Pajkovicot, és a párnak van egy Day nevű fia.

## Filmográfia

### Film

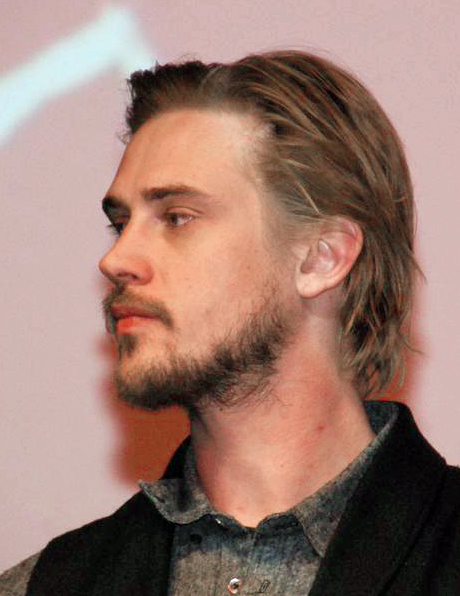
2013 januárjában

| Év   | Magyar cím                       | Eredeti cím                           | Szerep          | Magyar hang     |
| ---- | -------------------------------- | ------------------------------------- | --------------- | --------------- |
| 2008 | Milk                             | Milk                                  | Denton Smith    |                 |
| 2011 | A hit arca                       | Higher Ground                         | Ethan fiatalon  |                 |
| 2011 | Családi meló                     | The Reunion                           | Douglas Cleary  | Szabó Máté      |
| 2012 | Monte Wildhorn csodálatos nyara  | The Magic of Belle Isle               | Luke Ford       | Király Adrián   |
| 2013 | A harag tüze                     | Out of the Furnace                    | tetovált srác   | Előd Botond     |
| 2013 | A burok                          | The Host                              | Kyle O'Shea     | Czető Roland    |
| 2014 | Sírok között                     | A Walk Among the Tombstones           | Peter Kristo    | Szvetlov Balázs |
| 2014 | Holtodiglan                      | Gone Girl                             | Jeff            | Bozsó Péter     |
| 2014 | Csontvázikrek                    | The Skeleton Twins                    | Billy           | Előd Álmos      |
| 2014 |                                  | Little Accidents                      | Amos Jenkins    |                 |
| 2014 |                                  | Very Good Girls                       | David Avery     |                 |
| 2015 | Éjszakai hajsza                  | Run All Night                         | Danny Maguire   | Szvetlov Balázs |
| 2016 | Morgan                           | Morgan                                | Donald Pierce   | Szabó Máté      |
| 2016 | Kartonharcos                     | Cardboard Boxer                       | Pinky           |                 |
| 2016 | Jane a célkeresztben             | Jane Got a Gun                        | Vic Owen        | Szvetlov Balázs |
| 2017 | Logan – Farkas                   | Logan                                 | Donald Pierce   | Szvetlov Balázs |
| 2018 | Predator – A ragadozó            | The Predator                          | Quinn McKenna   | Szatory Dávid   |
| 2018 | O. G.: Original Gangsta          | O. G.                                 | Pinkins         | Stern Dániel    |
| 2019 | A Hold árnyékában                | In the Shadow of the Moon             | Thomas Lockhart | Schmied Zoltán  |
| 2020 | Mindenkiből lehet hős            | We Can Be Heroes                      | Csodafickó      | Bogdán Gergő    |
| 2021 | Nyolc ezüstért                   | The Cursed                            | John McBride    | Szatory Dávid   |
| 2021 | Beckett                          | Beckett                               | Stephen Tynan   | Varga Gábor     |
| 2022 | Bosszú                           | Vengeance                             | Ty Shaw         | Varga Gábor     |
| 2023 | Indiana Jones és a sors tárcsája | Indiana Jones and the Dial of Destiny | Klaber          | Szatory Dávid   |
| 2023 | Motorosok                        | The Bikeriders                        | Kali            | Szatory Dávid   |

### Televízió
| Év        | Magyar cím                             | Eredeti cím              | Szerep                                 | Megjegyzések                                  |
| --------- | -------------------------------------- | ------------------------ | -------------------------------------- | --------------------------------------------- |
| 2009      | Zűrös zsaruk                           | The Unusuals             | Punk                                   | 1 epizód                                      |
| 2009      |                                        | The Beautiful Life       | Gabriel                                | 1 epizód                                      |
| 2010      |                                        | Tough Trade              | Jackson Tucker                         | tévéfilm                                      |
| 2011      | The Big C – A nagy C                   | The Big C                | Mykail                                 | visszatérő szerep (2. évad)                   |
| 2012      | A Hatfield-McCoy viszály               | Hatfields & McCoys       | William "Cap" Hatfield                 | főszereplő                                    |
| 2013      | Túl a csillogáson                      | Behind the Candelabra    | Cary James                             | tévéfilm                                      |
| 2015–2016 | Narcos                                 | Narcos                   | Stephen Murphy DEA-ügynök              | főszereplő (1-2. évad)                        |
| 2020      | Robotcsirke                            | Robot Chicken            | Oberyn Martell / Deacon Frost (hangja) | 1 epizód                                      |
| 2020      |                                        | The Fugitive             | Mike Ferro                             | főszereplő                                    |
| 2021      | A tétel                                | The Premise              | Aaron                                  | 1 epizód                                      |
| 2022      | Sandman: Az álmok fejedelme            | The Sandman              | The Corinthian                         | - főszereplő - magyar hangja: - Szatory Dávid |
| 2023      | A törvény embere: Detroit dzsungelében | Justified: City Primeval | Clement Mansell                        | főszereplő                                    |

## Fordítás
- Ez a szócikk részben vagy egészben  a   Boyd Holbrook című angol Wikipédia-szócikk ezen változatának fordításán alapul.  Az eredeti cikk szerkesztőit annak laptörténete sorolja fel. Ez a jelzés csupán a megfogalmazás eredetét és a szerzői jogokat jelzi, nem szolgál a cikkben szereplő információk forrásmegjelöléseként.